# Estação Ana Costa
A Estação Ana Costa é uma das estações do VLT da Baixada Santista, situada em Santos, entre a Estação Bernardino de Campos e a Estação Washington Luís. É administrada pela Empresa Metropolitana de Transportes Urbanos de São Paulo (EMTU-SP).
Foi inaugurada em 31 de janeiro de 2017. Localiza-se no cruzamento da Avenida General Francisco Glycerio com a Rua Bahia. Atende o bairro Campo Grande, situado na Área Central da cidade.

## Diagrama da estação
|  | ↓ a ↓ |

| 1 |

|  | ↑ b ↑ |

|  | ↓ a ↓ |

| 1 |

|  | ↑ b ↑ |

|  | ↓ a ↓ |

| 1 |

|  | ↑ b ↑ |

|  | ↓ a ↓ |

| 1 |

|  | ↑ b ↑ |